# Johann Philipp von Hohensax

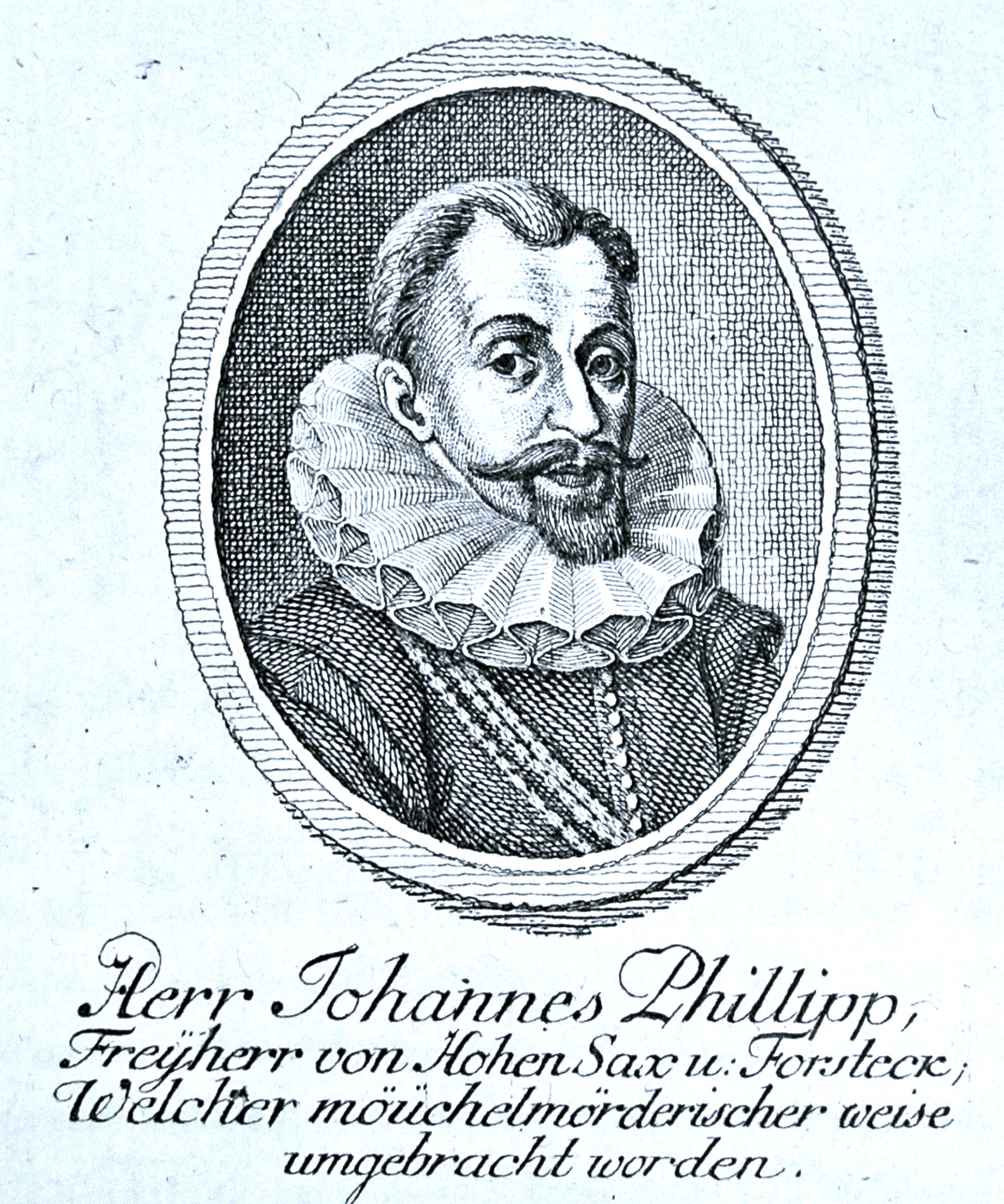
Johann Philipp von Hohensax

Johann Philipp Freiherr von Hohensax (* 1550 auf Burg Forstegg in Salez; † 12. Mai 1596 in Salez) war ein Schweizer Adliger mit Herkunft der Freiherren von Sax.

## Lebenslauf
Johann Philipp entstammte der zweiten Ehe seines Vaters Ulrich Philipp Freiherr von Hohensax und dessen Ehefrau Regina Albrecht, vermutlich aus Marbach. Er war Enkel des Ulrich von Sax. Er heiratete 1587 Adriana Franziska von Brederode, Tochter des Reinhold, aus Holland. Während die Kinder aus der ersten Ehe des Vaters katholisch waren, gehörten die Kinder der zweiten Ehe dem reformierten Glauben an.
Johann Philipp besuchte Schulen in St. Gallen und Zürich. Anschliessend setzte er seine Ausbildung in Genf, Heidelberg, Paris und Oxford fort, wo er alte Sprachen, Medizin, Geschichte, Philosophie und Recht studierte. Bereits 1567 wurde er in Genf als Studiengenosse in das Gefolge des Pfalzgrafen Christoph (* 1551), eines Sohnes Kurfürst Friedrichs III., aufgenommen. An dessen Heimatuniversität Heidelberg sowie am kurfürstlichen Hof verbrachte er die Jahre 1568–1571. Danach sandte sein Vater ihn nach Paris mit dem Auftrag, sich einen hugenottischen Dienstherrn zu suchen. Die Ereignisse der Bartholomäusnacht zerschlugen 1572 jedoch alle Hoffnungen, der Reformation in Frankreich dienlich sein zu können. 1573 bis 1574 studierte Johann Philipp in Oxford und graduierte zum Magister artium. Zurück in Heidelberg, ernannte Friedrich ihn zum kurfürstlichen Rat und sandte ihn 1576 als einen seiner Vertreter zum Reichstag nach Regensburg.
Nach dem Tod von Friedrich III. musste er 1576 den kurpfälzischen Dienst verlassen, weil der Nachfolger, Ludwig VI., strenger Lutheraner war. Er folgte daher Graf Johann von Nassau als Offizier in die Niederlande. Zwischen 1577 und 1588 hatte er politische und militärische Funktionen in Antwerpen, Arnheim, Xanten, Venloo und Wachtendonck inne, zuletzt als Gouverneur der Provinz Gelderland. Er setzte seine historischen und literarischen Studien fort und trug eine grosse Bibliothek zusammen.
1587 heiratete er die aus Holland stammende Adriana Franziska Gräfin von Brederode. 1588 kehrte er nach Heidelberg zurück und trat wieder in den Dienst der Pfalz, nachdem der Bruder des 1583 verstorbenen Kurfürsten, Johann Casimir, Calvinist wie Hohensax, die Regierungsgeschäfte führte. Er wurde zum Rat, Vogt und Oberamtmann in Mosbach ernannt, wo er 1590 bis 1593 lebte, weiterhin in engem Vertrauensverhältnis zum Hof. Bei der Taufe seines dritten Sohnes am 11. April 1592 standen die vier reformierten Städte der Schweiz Zürich, Bern, Basel und Schaffhausen und der pfälzische Kurfürst Pate.
Nachdem sein katholischer Halbbruder Johann Ulrich im November 1592 gestorben war, quittierte Johann Philipp 1593 den kurpfälzischen Dienst und ging im folgenden Jahr nach Forstegg zurück, um die Verwaltung der Familiengüter zu übernehmen.
Wegen der Glaubensunterschiede zwischen den Kindern aus den beiden Ehen des Vaters war das Verhältnis zwischen den beiden Familienzweigen stets gespannt. Nach dem Tode des Vaters kam es zu erheblichen Erbstreitigkeiten zwischen den Nachkommen, weshalb Johann Philipp von Hohensax die Stadt Zürich anrief und um Vermittlung und Verwaltung des Erbes bat.
Vermutlich in seiner niederländischen Zeit scheint der Freiherr den Codex Manesse erworben zu haben; jedenfalls taucht die Handschrift in seinem Nachlass in Forstegg auf. Nach seinem Tod kursiert sie im gelehrten Freundeskreis der Familie Hohensax, wie sich durch Briefe aus den Jahren 1596–1607 belegen lässt. Jahrelang verwahrt der St. Galler Jurist Bartholomäus Schobinger das Buch für die Witwe, während der pfälzische Kurfürst grosses Interesse an seinem Erwerb zeigt. Die Erwähnungen der kurpfälzischen Bemühungen in den erhaltenen Briefen sprechen jedoch weniger dafür, dass der Freiherr den Codex aus Heidelberg unrechtmässig «ausgeliehen» haben könnte, sondern eher, dass die hochgeborenen Herren und ihre humanistischen, an Altertümern interessierten Ratgeber noch zu Johann Philipps Mosbacher Zeit auf die Zimelie aufmerksam geworden waren. Nach Jahren hatten die Heidelberger Erfolg und so gelangte das wertvolle Dokument 1607 in die Bibliotheca Palatina.

## Der Kriminalfall
Am 3. Mai 1596 trafen sich Mitglieder der Familien in dem Gasthaus Löwen in Salez, nachdem sie zuvor an einer Gerichtsverhandlung teilgenommen hatten. Während dieses Treffens kam es zu Tätlichkeiten zwischen Johann Philipp von Hohensax und einem seiner Neffen katholischen Glaubens.

### Tod des Freiherrn
Am 12. Mai 1596 verstarb Johann Philipp von Hohensax unter bislang nicht völlig aufgeklärten Umständen. Zuvor hatte er noch einen Brief an den Rat der Stadt Zürich diktiert und mit einem eigenhändigen Postscriptum versehen. In diesem Brief schilderte er den Vorfall im Gasthaus mit grosser Genauigkeit und bat um Personenschutz vor dem «auf neue Gewaltthat sinnenden Mörder». Trotzdem heisst es, er sei «unter andächtigem Gebet sanft und ruhig» verstorben. Johann Philipp von Hohensax wurde in der Freiherrengruft der Kirche Sennwald beigesetzt.

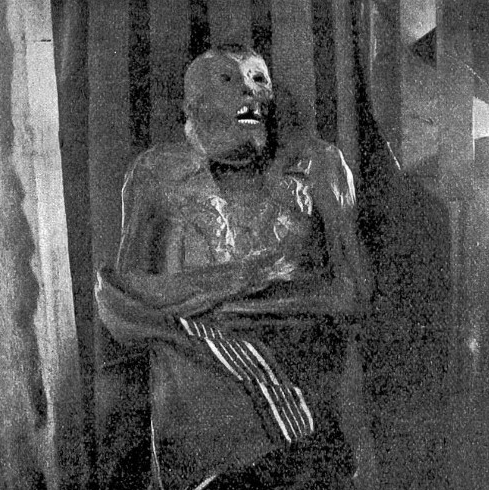
Die Mumie von Johann Philipp von Hohensax im Glockenturm in Sennwald.

### Öffnung der Gruft
1730 wurde im Zuge von Renovierungsarbeiten an der Kirche Sennwald die Gruft geöffnet. Zum allgemeinen Erstaunen war der Leichnam des Freiherren, der in einem violetten Seidengewand bestattet worden war, vollständig unverwest. Im Glauben an ein geschehenes Wunder wurde die Gruft mit einer Öffnung versehen, durch die man Einblick erhielt. «Das Wunder von Sennwald» wurde schnell publik und zog zahlreiche Besucher an. Die Mumifizierung war auf besondere Umweltbedingungen in der Gruft zurückzuführen.
Besonders im katholischen Vorarlberg entstand in dieser Zeit die Legende von einem Märtyrer, dessen Reliquien wundertätige Wirkung entfalten sollen. Möglicherweise nicht nur um die Mumie des Freiherren zu schützen, sondern auch um sich der im reformierten Sennwald unbeliebten katholischen Pilger zu entledigen, wurde die Besichtigung der Gruft ab 1736 untersagt.

### Diebstahl des Leichnams und Rückgabe
Am 7. März 1741 brachen vier Männer aus Vorarlberg die Gruft auf, entwenden die sterblichen Überreste Johann Philipps und brachten sie nach Frastanz. Die Männer wollen den «Märtyrer» in geweihter Erde beisetzen.
Nachdem bekannt wurde, dass es sich nicht um die Überreste eines Märtyrers, sondern um den Leichnam eines überzeugten Anhängers des kalvinistischen Glaubens handelte, transportierte man den Leichnam Ende Mai 1741 in einem Sarg in das Schloss Forstegg, dem Wohnsitz des Freiherren zu seinen Lebzeiten. Dort wurde der Sarg geöffnet und die sterblichen Überreste wurden untersucht. Man stellte fest, dass dem Leichnam zwei Finger der linken und der Daumen der rechten Hand fehlten und das Gewand «etwas zerrissen» ist. Bei dieser Gelegenheit verschwanden auch noch beide Beine des Toten.

### Erneute Beisetzung
Der Körper wurde zunächst vermutlich wieder in der Gruft beigesetzt, kurze Zeit später – möglicherweise aus Sorge um die Sicherheit des Leichnams – wurden die Überreste des Freiherren in der Glockenstube des Kirchturms eingelagert. Dort blieb der Körper über lange Zeit offen aufgebahrt, später wurde er in eine sargähnliche Kiste mit Glasdeckel gelegt.
In den 1970er Jahren wurde während des Baus der Leichenhalle ein kleiner Extraraum für den Sarg angelegt.

### Die Obduktion
Von 1979 bis 1981 wurde der mumifizierte Leichnam auf Veranlassung der damaligen Kantonsarchäologin Irmgard Grüninger konserviert und untersucht. Die Untersuchungen ergeben, dass die geschichtliche Überlieferung dieses Falls mit der gerichtsmedizinischen Expertise nicht in Einklang zu bringen ist: Die mit der Untersuchung beauftragten Spezialisten, der Paläopathologe Siegfried Scheidegger und der Anthropologe Bruno Kaufmann stellten fest, dass Johann Philipp beim Mordanschlag eine sofort tödliche rund 15 cm lange Schädelfraktur erlitt und darüber hinaus mit einem Strick erdrosselt wurde. Somit bleibt unklar, wie es zum Brief an den Zürcher Rat kam.
Im Werdenberger Jahrbuch 1996 fand sich aus Anlass des 400. Todestages von Johann Philipp von Hohensax ein Beitrag, in dem die bis dahin bekannten Fakten über Leben und Tod des Freiherren und die Odyssee seiner Mumie detailliert geschildert werden.
Erst in jüngster Vergangenheit wurde der Leichnam mit Spezialtechniken durch das Anthropologische Forschungsinstitut in Aesch untersucht.

## Film
- «Wer war der ‹Schwarze Ritter?› Das Leben des Freiherrn Johann Philipp von Hohensax», Dokumentation, 30 Min., Produktion: ZDF, Buch: Wolf von Lojewski, Erstausstrahlung: 13. Juli 2005[1]